# Dörflingen
Dörflingen é uma comuna da Suíça, no Cantão Schaffhausen, com cerca de 805 habitantes. Estende-se por uma área de 5,82 km², de densidade populacional de 138 hab/km². Confina com as seguintes comunas: Büsingen am Hochrhein (DE - BW), Diessenhofen (TG), Gailingen am Hochrhein (DE-BW), Gottmadingen (DE-BW), Sciaffusa (Schaffhausen), Thayngen.
A língua oficial nesta comuna é o Alemão.